# ヴィタリー・デニソフ
ヴィタリー・ゲンナディエヴィチ・デニソフ (英語: Vitaliy Gennadievich Denisov、ロシア語: Вита́лий Генна́дьевич Дени́сов、ベラルーシ語: Biтaль Генадзьёвiч Дзянісаў / Vital Henadzyovich Dzyanisaw、1987年2月23日 - ) は、ウズベキスタン・タシュケント出身のプロサッカー選手、元サッカーウズベキスタン代表選手である。

## 経歴

### クラブ
ヴィタリー・デニソフは2007年から2012年までウクライナ・プレミアリーグのFCドニプロでプレーしていた。ポジションはDF。
2013年1月14日、ロシア・プレミアリーグ所属のFCロコモティフ・モスクワに3年契約で移籍をした。
2019年6月20日、FCルビン・カザンに移籍した。
2020年1月16日、FCロートル・ヴォルゴグラードに移籍した。
2020年9月20日、FCトム・トムスクに移籍した。

### 代表
2006年2月22日、AFCアジアカップ2007予選のバングラデシュ代表戦でサッカーウズベキスタン代表デビューを果たした。彼の父であるゲンナディ・デニソフもまたサッカーウズベキスタン代表選手としてプレーした。ゲンナディ・デニソフはベラルーシのミンスク出身であるため、ヴィタリー・デニソフは自身のルーツをベラルーシとウズベキスタン両方に持つ。

## 統計

### クラブ
最終更新日: 2012年12月20日
| シーズン | クラブ                           | 国         | ディヴィジョン | 出場 | ゴール |
| -------- | -------------------------------- | ---------- | -------------- | ---- | ------ |
| 2004     | CSKAモスクワ                     | ロシア     | 1              | 0    | 0      |
| 2005     | CSKAモスクワ                     | ロシア     | 1              | 0    | 0      |
| 2006     | FCスパルタク・ニジニ・ノヴゴロド | ロシア     | 2              | 36   | 1      |
| 2006-07  | FCドニプロ                       | ウクライナ | 1              | 12   | 0      |
| 2007-08  | FCドニプロ                       | ウクライナ | 1              | 24   | 0      |
| 2008-09  | FCドニプロ                       | ウクライナ | 1              | 22   | 1      |
| 2009-10  | FCドニプロ                       | ウクライナ | 1              | 28   | 0      |
| 2010-11  | FCドニプロ                       | ウクライナ | 1              | 23   | 0      |
| 2011-12  | FCドニプロ                       | ウクライナ | 1              | 16   | 0      |

### ウズベキスタン代表での得点
| # | 日時         | 場所         | 対戦相手     | スコア | 結果 | 大会種別                            |
| - | ------------ | ------------ | ------------ | ------ | ---- | ----------------------------------- |
|   | 2008年6月2日 | シンガポール | シンガポール | 7–3    | 勝利 | 2010 FIFAワールドカップ・アジア予選 |

## タイトル
ロコモティフ・モスクワ
- ロシアサッカー・プレミアリーグ : 2017-18
- ロシア・カップ : 2014-15, 2016-17